# Panicum portoricense
Panicum portoricense är en gräsart som beskrevs av Nicaise Auguste Desvaux och William Hamilton. Panicum portoricense ingår i släktet vipphirser, och familjen gräs. Inga underarter finns listade i Catalogue of Life.